# Noriko Hidaka
Noriko Hidaka (日高/日髙 のり子, Hidaka Noriko), nom de scène de Noriko Itō (伊東 範子, Itō Noriko) épouse Nagai, née le 31 mai 1962 à Tokyo, dans l'arrondissement spécial de Chiyoda, est une seiyū et chanteuse japonaise.

## Carrière
Ses parents possèdent un magasin de vêtements de style occidental nommé "Tailor Itō". Elle est élève de l'école primaire Fujimi, du collège Kudan et du lycée pour filles Gakuin. Elle a une expérience d'actrice lorsqu'elle est enfant. En tant qu'élève du secondaire en janvier 1980, elle chante sous son vrai nom le générique d'ouverture de l'anime Futago no Monchhichi (ふたごのモンチッチ, Futago no Monchitchi), qui est son premier single. Elle fréquente un Junior college qu'elle quitte rapidement.
Le 1er décembre 1980, elle fait ses débuts en tant qu'idole avec Hatsukoi Sunshine. En 1982, elle apparaît dans une publicité télévisée japonaise pour Nivea Skin Milk. Après trois singles sans succès, elle cherche une reconversion. En 1984, elle obtient son premier rôle de doubleuse dans Southern Cross. Elle acquiert une plus grande renommée en tant que doubleuse dans le rôle principal féminin de l'adaptation cinématographique du manga Touch, diffusé entre 1985 et 1987.
En 1992, elle épouse le directeur de radio Kōichi Nagai (永井 浩一, Nagai Kōichi) et a un fils en 1996.
Avec ses collègues comédiennes de Ranma ½ Kikuko Inoue, Megumi Hayashibara, Rei Sakuma et Minami Takayama, elle forme le groupe de musique DoCo et, sans Takayama, le groupe de musique Ties. En 1991, avec Kōichi Yamadera et Toshihiko Seki, elle forment le groupe Banana Fritters, qui se dissout quatre ans plus tard en 1995.
En 1996, elle devient employée de 81 Produce. Le nom de Hidaka, qui utilisait la variante du kanji 日髙, passe à l'usage actuel (日高). Elle quitte l'entreprise en 2006. Le 19 janvier 2009, elle fonde sa propre agence Combine avec Yūji Mitsuya.
Avec l'annonceuse de la radio Futoshi Hasegawa, elle diffuse une émission de radio hebdomadaire commune sur Bunka Hōsō l'émission Nonko to Nobita no Anime Scramble depuis le 14 avril 1991, qui fête sa 1000e émission le 12 juin 2010.

## Voxographie
Animes (sélection)
- 1984 : Southern Cross
- 1985-1987 : Touch
- 1989 : Peter Pan
- 1989-1992 : Ranma ½
- 1991 : Les jumelles à St. Clare
- 1994-1995 : Akazukin Chacha
- 2004 : Major
- 2008-2009 : Chi : Une vie de chat
- 2017 : Little Witch Academia